# TDMA
TDMA (ang. Time Division Multiple Access – wielodostęp z podziałem czasowym) – technika pozwalająca na dostęp więcej niż jednego użytkownika do medium transmisyjnego. 
W technice dostęp do medium transmisyjnego podzielony jest w czasie na szczeliny czasowe. Użytkownikowi na potrzeby transmisji przydzielana jest pewna liczba szczelin czasowych. Transmisja danych nie jest więc ciągła. Taki sposób organizacji transmisji ma swoje zalety:
- zwiększa efektywność wykorzystania medium transmisyjnego
- pozwala na dynamiczny przydział zasobów
- odbiornik znając czas wystąpienia swojej szczeliny czasowej może przechodzić w stan uśpienia w czasie pomiędzy swoimi szczelinami

Skrót TDMA jest często używany w odniesieniu do standardu telefonii komórkowej drugiej generacji IS-136 (D-AMPS). W standardzie tym pojedynczy kanał częstotliwościowy dzielony jest na sześć szczelin czasowych (ang. time slots), przy czym każdy sygnał używa dwóch szczelin, zapewniając do trzech razy większą pojemność w stosunku do AMPS (ang. Advanced Mobile Phone Service). W przypadku systemu TETRA kanał częstotliwościowy dzielony jest na 4 szczeliny czasowe, tworząc 4 kanały fizyczne na jednej częstotliwości nośnej. W przypadku systemu DMR natomiast kanał częstotliwościowy dzielony jest na 2 szczeliny czasowe, tworząc 2 kanały fizyczne na jednej częstotliwości nośnej.  
Technika ta jest szeroko stosowana w telekomunikacji. Wykorzystują ją m.in. takie standardy jak:
- GSM
- UMTS (kanały TDD)
- D-AMPS
- PDC
- Wimax
- Mikrotik
- DECT
- Bluetooth
- T-DMB
- MediaFLO
- TETRA
- DMR
- MOTOTRBO.